# Comment fut découvert Morniel Mathaway
Comment fut découvert Morniel Mathaway est une nouvelle humoristique de science-fiction de William Tenn, parue sous le titre The Discovery of Morniel Mathaway.

## Publication et traduction
La nouvelle est initialement parue dans Galaxy Science Fiction no 59, octobre 1955.
Elle a été traduite de l’anglais en français :
- par Philippe R. Hupp pour le recueil Marginal - Trésors et pièges du temps (Anthologie de l'imaginaire, tome 2, janvier 1974, éditions OPTA ;
- par Frank Straschitz pour le recueil Histoires de voyages dans le temps (1975).

## Résumé
Tout le monde est stupéfait de voir à quel point le peintre Morniel Mathaway a changé depuis qu'on l'a « découvert ». Tout le monde sauf le narrateur, Dave Dantziger. Et voici pourquoi.
Morniel Mathaway était un petit peintre raté de Greenwich Village, pas très connu, pauvre comme Job, vivant d'expédients plus ou moins honnêtes.
Or un jour l'on voit débarquer un homme, disant s'appeler Glescu, se présentant comme venant du futur et spécialement de 2487, étant un expert spécialisé dans l'art du XXe siècle, et plus spécialement dans la peinture de Morniel Mathaway ! 
Il précise qu'il est un grand critique d'art qui vient de gagner une récompense, équivalent au prix Nobel ; cette récompense, c'est un voyage dans le temps, et il a choisi de rencontrer le grand Mathaway. Glescu explique au narrateur et à Morniel Mathaway que ce dernier est plus connu que Rembrandt, plus que Léonard de Vinci, et a autant de célébrité que Shakespeare. 
Bizarre, tout cela. Mais l'homme semble sérieux, et demande à voir des toiles de Morniel.
Quand on les lui présente, il a un haut-le-cœur : ces toiles sont immondes ! Ce ne sont pas des Mathaway !
Glescu présente alors aux deux compères un livre intitulé « Tout l'œuvre peint de Morniel Mathaway (1928-1996) », et leur montre des peintures sublimes, inoubliables.
Avec un aplomb déconcertant, Morniel, qui était incapable de produire de telles œuvres, dit à Glescu de patienter quelques minutes, et sort de la pièce, laissant Glescu et Dave en tête-à-tête.
Au bout d'un moment, quand Glescu réalise qu'il est presque l'heure de repartir vers son époque, il découvre que Morniel a volé le livre d'art ainsi que la machine à voyager dans le temps : Morniel a pris la place de Glescu, qui du coup reste bloqué au XXe siècle !
Dave lui suggère de peindre pour gagner sa vie. Glescu accepte. Mais terriblement influencé par le Morniel Mathaway dont il a étudié les peintures pendant des décennies, il peint comme ce Morniel Mathaway ; il devient Morniel Mathaway.
Qui donc a créé les toiles de Morniel Mathaway ? Eh bien, c'est Glescu, qui a fini par assumer son nouveau rôle et qui est devenu le vrai Mathaway.
Et comme le remarque Dave avec philosophie dans le dernier paragraphe du récit, « le principal, c'est que ça se vende ! » .

### Lire la nouvelle
- (en) Possibilité de lire la nouvelle gratuitement en version originale